# Atoconeura eudoxia
Atoconeura eudoxia là một loài chuồn chuồn ngô thuộc họ Libellulidae. Nó được tìm thấy ở Kenya và Uganda. Môi trường sống tự nhiên của chúng là rừng khô nhiệt đới hoặc cận nhiệt đới, rừng ẩm vùng đất thấp nhiệt đới hoặc cận nhiệt đới, và sông ngòi. Nó bị đe dọa do mất môi trường sống.